# Lakewood Village
Lakewood Village es una ciudad ubicada en el condado de Denton en el estado estadounidense de Texas. En el Censo de 2010 tenía una población de 545 habitantes y una densidad poblacional de 295,13 personas por km².

## Geografía
Lakewood Village se encuentra ubicada en las coordenadas 33°8′10″N 96°58′35″O / 33.13611, -96.97639. Según la Oficina del Censo de los Estados Unidos, Lakewood Village tiene una superficie total de 1.85 km², de la cual 1.83 km² corresponden a tierra firme y (0.98%) 0.02 km² es agua.

## Demografía
Según el censo de 2010, había 545 personas residiendo en Lakewood Village. La densidad de población era de 295,13 hab./km². De los 545 habitantes, Lakewood Village estaba compuesto por el 89.91% blancos, el 0.73% eran afroamericanos, el 0.55% eran amerindios, el 3.3% eran asiáticos, el 0% eran isleños del Pacífico, el 3.85% eran de otras razas y el 1.65% pertenecían a dos o más razas. Del total de la población el 10.28% eran hispanos o latinos de cualquier raza.